# Persone di nome Emmanuel
| Questa pagina contiene informazioni ricavate automaticamente dalle voci biografiche con l'ausilio del template Bio e di un bot. L'aggiornamento è periodico e automatico e ricostruisce completamente la pagina. Se manca una persona in questa lista, sei pregato di non aggiungerla, ma accertati piuttosto che la sua voce biografica contenga il template Bio e che i dati anagrafici siano correttamente compilati. Se il template Bio manca, inseriscilo tu stesso o, in alternativa, metti l'avviso {{tmp\|Bio}} che ne segnala la mancanza. Se i dati riportati sono sbagliati, correggi direttamente la voce biografica; le modifiche saranno visibili in questa lista entro pochi giorni. Per chiarimenti vedi il progetto antroponimi. La lista contiene solo le 247 persone che sono citate nell'enciclopedia e per le quali è stato implementato correttamente il template Bio. Pagina aggiornata al 6 ago 2025. |

Questa è una lista di persone presenti nell'enciclopedia che hanno il nome Emmanuel, suddivise per attività principale.

## Abati(1)
- Emmanuel Joseph Sieyès, abate e politico francese (Fréjus, n. 1748 - Parigi, † 1836)

## Allenatori di calcio(6)
- Emmanuel Amunike, allenatore di calcio, dirigente sportivo e ex calciatore nigeriano (Eze Obodo, n. 1970)
- Ammo Baba, allenatore di calcio e calciatore iracheno (Baghdad, n. 1934 - Dahuk, † 2009)
- Emmanuel Cascione, allenatore di calcio e ex calciatore italiano (Catanzaro, n. 1983)
- Emmanuel Sanon, allenatore di calcio e calciatore haitiano (Pétion-Ville, n. 1951 - Orlando, † 2008)
- Emmanuel Scheffer, allenatore di calcio e calciatore israeliano (n. 1924 - † 2012)
- Emmanuel Trégoat, allenatore di calcio francese (Francia, n. 1962)

## Allenatori di pallacanestro(1)
- Emmanuel Schmitt, allenatore di pallacanestro e ex cestista francese (Mulhouse, n. 1966)

## Allenatori di pugilato(1)
- Emanuel Steward, allenatore di pugilato statunitense (Bottom Creek, n. 1944 - Chicago, † 2012)

## Archeologi(1)
- Emmanuel Anati, archeologo italiano (Firenze, n. 1930)

## Architetti(2)
- Emmanuel Héré de Corny, architetto francese (Nancy, n. 1705 - Lunéville, † 1763)
- Emmanuel Louis Masqueray, architetto francese (Dieppe, n. 1861 - Saint Paul, † 1917)

## Arcieri(1)
- Emmanuel Foulon, arciere belga (Frameries, n. 1871 - Frameries, † 1945)

## Arcivescovi cattolici(2)
- Emmanuel Milingo, arcivescovo cattolico zambiano (Mnukwa, n. 1930)
- Emmanuel Obbo, arcivescovo cattolico ugandese (Nagoke, n. 1952)

## Artisti(4)
- Emmanuel Dudu, artista nigeriano (Benin City, n. 1974)
- Emmanuel Eni, artista nigeriano (Igbanke, n. 1967)
- Emmanuel Jegede, artista, pittore e incisore nigeriano (Ekiti, n. 1943)
- Emmanuel Yaw Oboubi, artista ghanese (Accra)

## Astronomi(1)
- Emmanuel Liais, astronomo, esploratore e botanico francese (Cherbourg, n. 1826 - Cherbourg, † 1900)

## Attori(6)
- Emmanuel Curtil, attore e doppiatore francese (Charenton-le-Pont, n. 1971)
- Manu Payet, attore, regista e comico francese (Saint-Denis, n. 1975)
- Emmanuel Itier, attore, regista e produttore cinematografico francese (Talence, n. 1967)
- Emmanuel Lewis, attore statunitense (New York, n. 1971)
- Emmanuel Mouret, attore, sceneggiatore e regista francese (Marsiglia, n. 1970)
- Emmanuel Schotté, attore francese (n. 1958)

## Bobbisti(1)
- Emmanuel Hostache, bobbista francese (Grenoble, n. 1975 - Siegen, † 2007)

## Botanici(1)
- Emmanuel Drake del Castillo, botanico francese (Parigi, n. 1855 - Saint-Cyran-du-Jambot, † 1904)

## Cantanti(1)
- Emmanuel Moire, cantante e attore francese (Le Mans, n. 1979)

## Cardinali(4)
- Emmanuel III Delly, cardinale e patriarca cattolico iracheno (Telkaif, n. 1927 - San Diego, † 2014)
- Emmanuel Kiwanuka Nsubuga, cardinale e arcivescovo cattolico ugandese (Kisule, n. 1914 - Colonia, † 1991)
- Emmanuel Célestin Suhard, cardinale e arcivescovo cattolico francese (Brains-sur-les-Marches, n. 1874 - Parigi, † 1949)
- Emmanuel Wamala, cardinale e arcivescovo cattolico ugandese (Kamaggwa, n. 1926)

## Cavalieri(1)
- Emmanuel de Blommaert, cavaliere belga (n. 1875 - † 1944)

## Cestisti(7)
- Emmanuel Akot, cestista canadese (Winnipeg, n. 1999)
- Emmanuel Andújar, cestista statunitense (New York, n. 1992)
- Manu Lecomte, cestista belga (Ixelles, n. 1995)
- Emmanuel Mudiay, cestista della Repubblica Democratica del Congo (Kinshasa, n. 1996)
- Emmanuel Nzekwesi, cestista olandese (L'Aia, n. 1997)
- Emmanuel Omogbo, cestista nigeriano (Lagos, n. 1995)
- Manny Ubilla, cestista statunitense (New York, n. 1986)

## Ciclisti su strada(4)
- Emmanuel Crenn, ciclista su strada francese (Guipavas, n. 1932 - Plougastel-Daoulas, † 2020)
- Emmanuel Magnien, ex ciclista su strada e ciclocrossista francese (Sedan, n. 1971)
- Emmanuel Morin, ciclista su strada francese (Machecoul, n. 1995)
- Emmanuel Thoma, ciclista su strada belga (Courtrai, n. 1917 - Ledegem, † 2002)

## Compositori(2)
- Manu Dibango, compositore, polistrumentista e cantante camerunese (Douala, n. 1933 - Parigi, † 2020)
- Emmanuel Nunes, compositore portoghese (Lisbona, n. 1941 - Parigi, † 2012)

## Critici letterari(1)
- Emmanuel Henri Victurnien de Noailles, critico letterario e storico francese (Maintenon, n. 1830 - Parigi, † 1909)

## Direttori della fotografia(1)
- Emmanuel Lubezki, direttore della fotografia messicano (Città del Messico, n. 1964)

## Dirigenti d'azienda(1)
- Emmanuel Faber, manager francese (Grenoble, n. 1964)

## Dirigenti sportivi(2)
- Emmanuel Babayaro, dirigente sportivo e ex calciatore nigeriano (Kaduna, n. 1976)
- Emmanuel Hubert, dirigente sportivo e ex ciclista su strada francese (Saint-Malo, n. 1970)

## Disegnatori(1)
- Caran d'Ache, disegnatore e umorista francese (Mosca, n. 1858 - Parigi, † 1909)

## Drammaturghi(1)
- Joseph Simons, drammaturgo e gesuita inglese (Portsmouth, n. 1594 - † 1671)

## Filosofi(3)
- Emmanuel Chukwudi Eze, filosofo nigeriano (n. 1963 - † 2007)
- Emmanuel Lévinas, filosofo francese (Kaunas, n. 1906 - Clichy, † 1995)
- Emmanuel Mounier, filosofo francese (Grenoble, n. 1905 - Parigi, † 1950)

## Flautisti(1)
- Emmanuel Pahud, flautista svizzero (Ginevra, n. 1970)

## Fondisti(1)
- Emmanuel Jonnier, ex fondista francese (Digione, n. 1975)

## Fotografi(1)
- Emmanuel Sougez, fotografo francese (Bordeaux, n. 1889 - Parigi, † 1972)

## Galleristi(1)
- Emmanuel Bénézit, gallerista e storico dell'arte francese (Saint Helier, n. 1854 - Parigi, † 1920)

## Generali(5)
- Emmanuel de Croÿ-Solre, generale francese (Condé-sur-l'Escaut, n. 1718 - Parigi, † 1784)
- Emmanuel de Grouchy, generale francese (Parigi, n. 1766 - Saint-Étienne, † 1847)
- Emmanuel de Mac Mahon, generale francese (Parigi, n. 1859 - Parigi, † 1930)
- Emmanuel Van der Linden d'Hooghvorst, generale e politico belga (Bruxelles, n. 1781 - Bruxelles, † 1866)
- Emmanuel Félix de Wimpffen, generale francese (Laon, n. 1811 - Parigi, † 1884)

## Geografi(1)
- Emmanuel de Martonne, geografo francese (Chabris, n. 1873 - Sceaux, † 1955)

## Giocatori di football americano(7)
- Emmanuel Abedi-Bawa, giocatore di football americano britannico
- Emmanuel Acho, ex giocatore di football americano statunitense (Dallas, n. 1990)
- Emmanuel Forbes, giocatore di football americano statunitense (Grenada, n. 2001)
- Emmanuel Lewis, ex giocatore di football americano e allenatore di football americano statunitense (Bakersfield, n. 1988)
- Emmanuel Moseley, giocatore di football americano statunitense (Greensboro, n. 1996)
- Emmanuel Ogbah, giocatore di football americano nigeriano (Lagos, n. 1993)
- Emmanuel Sanders, ex giocatore di football americano statunitense (Bellville, n. 1987)

## Giornalisti(3)
- Emmanuel Berl, giornalista, storico e saggista francese (Le Vésinet, n. 1892 - Parigi, † 1976)
- Emmanuel Dupaty, giornalista, drammaturgo e librettista francese (Blanquefort, n. 1775 - Parigi, † 1851)
- Emmanuel Gambardella, giornalista e dirigente sportivo francese (Sète, n. 1888 - Montpellier, † 1953)

## Giuristi(2)
- Emmanuel Gounot, giurista francese (Gard, n. 1885 - Lione, † 1960)
- Emmanuel Tawil, giurista e avvocato francese (Lione)

## Hockeisti su ghiaccio(1)
- Manny Legace, ex hockeista su ghiaccio canadese (Toronto, n. 1973)

## Imprenditori(1)
- Emmanuel Chain, imprenditore e giornalista francese (Neuilly-sur-Seine, n. 1962)

## Ingegneri(1)
- Emmanuel Ludwig Gruner, ingegnere e geologo svizzero (Ittigen, n. 1809 - Beaucaire, † 1883)

## Judoka(1)
- Emmanuel Lucenti, judoka argentino (n. 1984)

## Lottatori(2)
- Emmanuel Nworie, lottatore nigeriano (n. 1997)
- Emmanuel Olapade, lottatore canadese (n. 1999)

## Maratoneti(1)
- Emmanuel Mutai, maratoneta keniota (n. 1984)

## Matematici(1)
- Emmanuel Candès, matematico e statistico francese (Parigi, n. 1970)

## Medici(1)
- Emmanuel Bich, medico e politico italiano (Châtillon, n. 1800 - Aosta, † 1866)

## Mezzofondisti(2)
- Emmanuel Korir, mezzofondista e velocista keniota (n. 1995)
- Emmanuel Wanyonyi, mezzofondista keniota (n. 2004)

## Missionari(2)
- Emmanuel Hanisch, missionario e vescovo cattolico tedesco (Altlomnitz, n. 1882 - Umtata, † 1940)
- Emmanuel Rougier, missionario e imprenditore francese (La Chomette, n. 1864 - Tahiti, † 1932)

## Nobili(4)
- Emmanuel Théodose de La Tour d'Auvergne, duca di Bouillon, nobiluomo francese (n. 1668 - † 1730)
- Emmanuel Théodose de La Tour d'Auvergne, nobile e cardinale francese (Turenne, n. 1643 - Roma, † 1715)
- Emmanuel de Nay, conte di Richecourt, nobile e politico francese (Saint-Mihiel, n. 1697 - Nancy, † 1759)
- Emmanuel de Rohan-Polduc, nobile francese (La Mancia, n. 1725 - La Valletta, † 1797)

## Pallavolisti(1)
- Emmanuel Ragondet, pallavolista francese (La Seyne-sur-Mer, n. 1987)

## Pentatleti(1)
- Emmanuel Zapata, pentatleta argentino (San Martín, n. 1986)

## Piloti automobilistici(2)
- Emmanuel Collard, pilota automobilistico francese (Arpajon, n. 1971)
- Toulo de Graffenried, pilota automobilistico svizzero (Parigi, n. 1914 - Lonay, † 2007)

## Pittori(3)
- Emmanuel Benner, pittore francese (Mulhouse, n. 1836 - Nantes, † 1896)
- Emmanuel Tzanes, pittore e presbitero greco (Rethymno, n. 1610 - Venezia, † 1690)
- Emmanuel de La Villéon, pittore e illustratore francese (Fougères, n. 1858 - Parigi, † 1944)

## Politici(17)
- Emmanuel de Bethune, politico belga (Marke, n. 1930 - Marke, † 2011)
- Neville Cenac, politico santaluciano (Castries, n. 1939)
- Emmanuel Marie Maximilien de Croÿ-Solre, politico e ufficiale francese (Parigi, n. 1768 - Le Rœulx, † 1848)
- Emmanuel Crétet, politico francese (Le Pont-de-Beauvoisin, n. 1747 - Parigi, † 1809)
- Emmanuel Marie Fréteau de Saint Just, politico francese (Vaux-le-Pénil, n. 1745 - Vaux-le-Pénil, † 1794)
- Emmanuel Issoze-Ngondet, politico e diplomatico gabonese (Makokou, n. 1961 - Libreville, † 2020)
- Emmanuel Henri Louis Alexandre de Launay, politico francese (Montpellier, n. 1753 - Londra, † 1812)
- Emmanuel Macron, politico, banchiere e funzionario francese (Amiens, n. 1977)
- Emmanuel Nadingar, politico ciadiano (n. 1951)
- Emmanuel Niyonkuru, politico burundese (Rutegama, n. 1962 - Bujumbura, † 2017)
- Emmanuel Piñol, politico filippino (M'lang, n. 1953)
- Emmanuel Rakotovahiny, politico malgascio (Toliara, n. 1938 - † 2020)
- Maan Sassen, politico olandese ('s-Hertogenbosch, n. 1911 - 's-Hertogenbosch, † 1995)
- Emmanuel Servais, politico lussemburghese (Mersch, n. 1811 - Bad Nauheim, † 1890)
- Emanuel von Sievers, politico, mecenate e artista tedesco (Oblast' di Charkiv, n. 1817 - Livonia, † 1909)
- Joel Villanueva, politico filippino (Bocaue, n. 1975)
- Emmanuel Armand de Vignerot du Plessis, politico, militare e nobile francese (Troyes, n. 1720 - Parigi, † 1788)

## Presbiteri(3)
- Emmanuel Barbier, presbitero, saggista e giornalista francese (n. 1851 - † 1925)
- Emmanuel Katongole, presbitero e teologo ugandese (Malube, n. 1960)
- Emmanuel Lemelson, presbitero e imprenditore statunitense (Phoenix, n. 1976)

## Pugili(1)
- Emmanuel Izonritei, pugile nigeriano (n. 1978)

## Rapper(3)
- Kwesi Arthur, rapper e cantante ghanese (Tema, n. 1994)
- Anuel AA, rapper e cantante portoricano (Carolina, n. 1992)
- El Alfa, rapper e musicista dominicano (Bajos de Haina, n. 1990)

## Religiose(1)
- Emmanuel Maillard, religiosa e scrittrice francese (Parigi, n. 1947)

## Religiosi(2)
- Emmanuel Bailly, religioso e giornalista francese (Brias, n. 1794 - Parigi, † 1861)
- Emmanuel Rousseau, religioso francese (Nancy, n. 1969)

## Rivoluzionari(1)
- Emmanuel Xánthos, rivoluzionario greco (Patmos, n. 1772 - Atene, † 1852)

## Saggisti(1)
- Emmanuel Malynski, saggista polacco (n. 1875 - Losanna, † 1938)

## Saltatori con gli sci(1)
- Emmanuel Chedal, ex saltatore con gli sci francese (Moûtiers, n. 1983)

## Sassofonisti(1)
- Manny Albam, sassofonista, compositore e produttore discografico statunitense (Samaná, n. 1922 - Croton-on-Hudson, † 2001)

## Scrittori(4)
- Emmanuel Adely, scrittore francese (Parigi, n. 1962)
- Emmanuel Bove, scrittore francese (Parigi, n. 1898 - Parigi, † 1945)
- Emmanuel Carrère, scrittore, sceneggiatore e regista francese (Parigi, n. 1957)
- Emmanuel Dongala, scrittore centrafricano (n. 1941)

## Scultori(1)
- Emmanuel Frémiet, scultore francese (Parigi, n. 1824 - Parigi, † 1910)

## Storici(4)
- Emmanuel Le Roy Ladurie, storico francese (Les Moutiers-en-Cinglais, n. 1929 - Les Moutiers-en-Cinglais, † 2023)
- Emmanuel Rodocanachi, storico e biografo francese (Parigi, n. 1859 - Parigi, † 1934)
- Emmanuel Todd, storico, sociologo e antropologo francese (Saint-Germain-en-Laye, n. 1951)
- Emmanuel de Waresquiel, storico, biografo e saggista francese (Parigi, n. 1957)

## Velocisti(5)
- McDonald Bailey, velocista britannico (Hardbargin, n. 1920 - Port of Spain, † 2013)
- Emmanuel Biron, velocista francese (Lione, n. 1988)
- Emmanuel Callender, velocista trinidadiano (Arouca, n. 1984)
- Emmanuel Eseme, velocista camerunese (n. 1993)
- Emmanuel Matadi, velocista liberiano (Monrovia, n. 1991)

## Vescovi cattolici(4)
- Emmanuel Félémou, vescovo cattolico guineano (Kolouma, n. 1960 - Conakry, † 2021)
- Emmanuel Lafont, vescovo cattolico francese (Parigi, n. 1945)
- Emmanuel Lê Phong Thuận, vescovo cattolico vietnamita (Chợ Mới, n. 1930 - Cần Thơ, † 2010)
- Emmanuel Nguyễn Hồng Sơn, vescovo cattolico vietnamita (Biên Hòa, n. 1952)